# Audi Cup 2011
Audi Cup 2011 var den anden udgave af Audi Cup, en todages træningsturnering med deltagelse af fire hold. Turneringen blev spillet på Allianz Arena i München, Tyskland. De fire hold ved Audi Cup 2011 var Bayern München, Milan, Barcelona og Internacional.

## Deltagende hold
- Bayern München (Tyskland)
- Milan (Italien)
- Barcelona (Spanien)
- Internacional (Brasilien)

## Format
Turneringen foregår som slutspil (knock-out). De to vindere fra semifinalerne møder hinanden i finalen om Audi Cup, mens taberne fra semifinalerne møder hinanden i en kamp om tredjepladsen. Turneringen afgøres over to dage, med to kampe hver dag. 
|  | Semifinaler 26. juli | Semifinaler 26. juli |   |               | Finale 27. juli | Finale 27. juli |  |
|  |                      |                      |   |               |                 |                 |  |
|  | 18:15                |                      |   |               |                 |                 |  |
|  | Barcelona            | 2 (4)                |   |               |                 |                 |  |
|  | Internacional        | 2 (2)                |   |               |                 |                 |  |
|  |                      |                      |   |               |                 |                 |  |
|  |                      |                      |   |               | 20:45           |                 |  |
|  |                      |                      |   |               | Barcelona       | 2               |  |
|  |                      | Bayern München       | 0 |               |                 |                 |  |
|  |                      |                      |   |               |                 |                 |  |
|  |                      |                      |   |               |                 |                 |  |
|  |                      |                      |   |               | Tredjeplads     |                 |  |
|  | 20:45                | 20:45                |   | 18:15         | 18:15           |                 |  |
|  | Bayern München       | 1 (5)                |   | Internacional | 2 (2)           |                 |  |
|  | Milan                | 1 (3)                |   |               | Milan           | 2 (0)           |  |

## Kampe
Aller tider er lokale (CEST; UTC+02:00).

### Semifinaler
| 26. juli 2011 18:15 |

| Barcelona                 | 2–2     | Internacional                  |
| ------------------------- | ------- | ------------------------------ |
| Thiago 15' · Jonathan 63' | Rapport | Nei 55' · Leandro Damião 85' · |

| Allianz Arena, München Tilskuere: 66.000 Dommer: Felix Brych (München) |

|                                        |     | Straffesparkskonkurrence                  |  |
| Villa Jonathan Carmona Jeffrén Armando | 4–2 | Kléber Leandro Damião João Paulo Zé Mário |  |

| 26. juli 2011 20:45 |

| Bayern München | 1–1     | Milan            |
| -------------- | ------- | ---------------- |
| Kroos 34'      | Rapport | Ibrahimović 4' · |

| Allianz Arena, München Tilskuere: 66.000 Dommer: Peter Sippel (München) |

### Tredjeplads
| 27. juli 2011 18:15 |

| Internacional                         | 2–2     | Milan                       |
| ------------------------------------- | ------- | --------------------------- |
| Leandro Damião 23' · D'Alessandro 80' | Rapport | Ibrahimović 3' · Pato 60' · |

| Allianz Arena, München Tilskuere: 66.000 Dommer: Günter Perl (Pullach) |

### Finale
| 27. juli 2011 20:45 |

| Barcelona       | 2–0     | Bayern München |
| --------------- | ------- | -------------- |
| Thiago 42', 75' | Rapport |                |

| Allianz Arena, München Tilskuere: 66.000 Dommer: Wolfgang Stark (Ergolding) |

## Målscorere
3 mål
- Thiago (Barcelona)

2 mål
- Leandro Damião (Internacional)
- Zlatan Ibrahimović (Milan)

1 mål
- Jonathan (Barcelona)
- Nei (Internacional)
- Andrés D'Alessandro (Internacional)
- Toni Kroos (Bayern München)
- Alexandre Pato (Milan)